# SN 2007ak
SN 2007ak – supernowa typu IIn odkryta 10 marca 2007 roku w galaktyce UGC 3293. W momencie odkrycia miała maksymalną jasność 18,20m.